# Kohanivka, Znameanka
Kohanivka (în ucraineană Коханівка) este un sat în comuna Subotți din raionul Znameanka, regiunea Kirovohrad, Ucraina.

## Demografie
Componența lingvistică a localității Kohanivka
     Ucraineană (91,05%)
     Rusă (8,95%)
Conform recensământului din 2001, majoritatea populației localității Kohanivka era vorbitoare de ucraineană (91,05%), existând în minoritate și vorbitori de rusă (8,95%).